# Bulbostylis elegantissima
Bulbostylis elegantissima är en halvgräsart som först beskrevs av Kaare Arnstein Lye, och fick sitt nu gällande namn av Richard Wheeler Haines. Bulbostylis elegantissima ingår i släktet Bulbostylis och familjen halvgräs.
Artens utbredningsområde är Tanzania. Inga underarter finns listade i Catalogue of Life.